# توقيت العراق

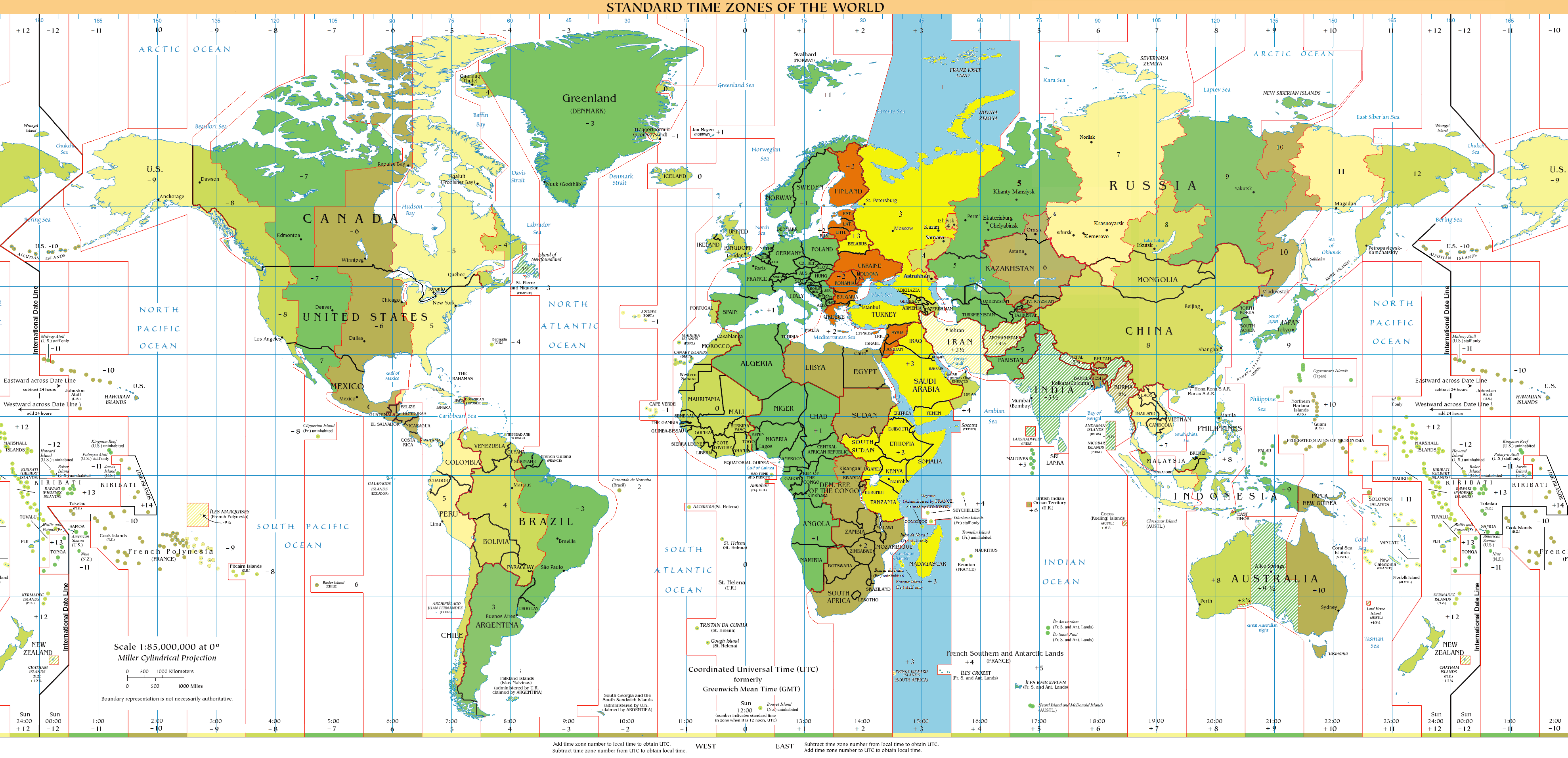

يتبع توقيت العراق التوقيت العربي القياسي (ت ع م+03:00). حالياً العراق لا يتبع التوقيت الصيفي.